# Brett Young
Pour les articles homonymes, voir Young.
Brett Charles Young est un chanteur de country pop américain, né le 23 mars 1981, originaire du comté d'Orange en Californie.

## Biographie
Brett Young est né à Anaheim, dans le comté d'Orange. Il a fréquenté Calvary Chapel High School à Costa Mesa, en Californie, puis Ole Miss, Irvine Valley College, et l'Université d'État de Californie à Fresno,. Il a commencé à chanter à la fin des années 1990 quand il est intervenu pour remplacer un chanteur absent d'un groupe pendant une réunion chrétienne au lycée.
Young était un lanceur dans son équipe de baseball du lycée et a mené l'équipe à un championnat California Interscholastic Federation. Il est allé à Ole Miss avec une bourse d'études de baseball en 1999. Il a ensuite joué une saison à Irvine Valley avant de déménager à Fresno. Cependant, sa poursuite d'une carrière professionnelle de base-ball a été interrompue par une blessure au coude à Fresno en 2003,.
Selon Young, il a été inspiré par Gavin DeGraw après avoir entendu son album Chariot ainsi que par le chanteur / compositeur Jeremy Steele. Young a publié indépendamment un EP portant son nom de quatre chansons en 2007, puis Make Believe en 2011, suivi par les albums Brett Young, On Fire, et Broken Down en 2012-13.
Après huit ans à Los Angeles, Young déménage à Nashville. Il signe chez Big Machine Records en août 2015.
En février 2016, Young sort un EP homonyme de six chansons. "Sleep Without You" est sorti en tant que premier single de l'EP en avril 2016. Young a écrit la chanson avec Justin Ebach et Kelly Archer. Le deuxième single à sortir de l'album "In Case You Didn't Know", le 9 janvier 2017 et il a atteint le numéro un du classement Country Airplay. Le troisième single de l'album "Like I Loved You" sort en radio le 17 juillet 2017.
Le 10 février 2017, Young sort son premier album studio intitulé Brett Young. L'album a été produit par Dann Huff et publié par Big Machine Label Group. Il a fait ses débuts à la deuxième place du classement Top Country Albums. Brett est actuellement en tournée avec son groupe qui comprend le guitariste Sam Davis, le batteur Billy Hawn, le guitariste Matt Ferranti et le bassiste Noah Needleman.

## Discographie

### Extended plays
| Titre          | Détails de l'album                                              | Meilleures positions | Meilleures positions | Meilleures positions | Ventes             |
| Titre          | Détails de l'album                                              | US Country           | US                   | US Heat              | Ventes             |
| -------------- | --------------------------------------------------------------- | -------------------- | -------------------- | -------------------- | ------------------ |
| Brett Young    | - Date de sortie : 12 février 2016 - Label : Republic Nashville | 31                   | 189                  | 10                   | - US: 19,200       |
| Ticket to L.A. | - Date de sortie : 7 décembre 2018 - Label : Big Machine        | 1                    | 15                   |                      | \| - US: 57,700 \| |
| - US: 57,700   |                                                                 |                      |                      |                      |                    |

### Singles
| Année | Single                    | Meilleures positions | Meilleures positions | Meilleures positions | Meilleures positions | Meilleures positions | Ventes          | Certifications | Album       |
| Année | Single                    | US Country           | US Country Airplay   | US                   | CAN Country          | CAN                  | Ventes          | Certifications | Album       |
| ----- | ------------------------- | -------------------- | -------------------- | -------------------- | -------------------- | -------------------- | --------------- | --- | ----------- |
| 2016  | "Sleep Without You"       | 3                    | 2                    | 47                   | 7                    | 93                   | - US: 377,000   | - RIAA: Platinum« États-Unis single certifications – Brett Young – Sleep Without You », Recording Industry Association of America Si nécessaire, cliquez sur Advanced, puis cliquez Format, ensuite sélectionnez Single, puis cliquez SEARCH | Brett Young |
| 2017  | "In Case You Didn't Know" | 2                    | 1                    | 19                   | 1                    | 50                   | - US: 1,096,000 | - RIAA: 3× Platinum« États-Unis single certifications – Brett Young – In Case You Didn't Know », Recording Industry Association of America Si nécessaire, cliquez sur Advanced, puis cliquez Format, ensuite sélectionnez Single, puis cliquez SEARCH - MC: Or(en) « Canada single certifications – Brett Young – In Case You Didn't Know », Music Canada | Brett Young |
| 2017  | "Like I Loved You"        | 3                    | 1                    | 46                   | 1                    | 91                   | - US: 256,000   | - RIAA: Or« États-Unis single certifications – Brett Young – Like I Loved You », Recording Industry Association of America Si nécessaire, cliquez sur Advanced, puis cliquez Format, ensuite sélectionnez Single, puis cliquez SEARCH | Brett Young |
| 2018  | "Mercy"                   | 3                    | 4                    | 33                   | 15                   | 76                   | - US: 264,000   | - RIAA: Or« États-Unis single certifications – Brett Young – Mercy », Recording Industry Association of America Si nécessaire, cliquez sur Advanced, puis cliquez Format, ensuite sélectionnez Single, puis cliquez SEARCH | Brett Young |

## Récompenses et nominations
| Année | Récompense                       | Catégorie                      | Destinataire/Œuvre        | Résultat   | Ref    |
| ----- | -------------------------------- | ------------------------------ | ------------------------- | ---------- | ------ |
| 2017  | Academy of Country Music Awards  | New male vocalist of the year  | Lui-même                  | Lauréat    | [ 30 ] |
| 2017  | CMT Music Awards                 | Breakthrough Video of the Year | "In Case You Didn't Know" | Nomination | [ 31 ] |
| 2017  | Teen Choice Awards               | Choice Country Song            | "In Case You Didn't Know" | Nomination | [ 32 ] |
| 2017  | Country Music Association Awards | New Artist of the Year         | Lui-même                  | Nomination | [ 33 ] |
| 2018  | Billboard Music Awards           | Top Country Song               | "In Case You Didn't Know" | Nomination | [ 34 ] |
| 2018  | Billboard Music Awards           | Top Country Album              | Brett Young               | Nomination | [ 34 ] |
| 2018  | CMT Music Awards                 | Video of the Year              | "Mercy"                   | Nomination | [ 35 ] |